# ベルナール・ポティエ
ベルナール・ポティエ（Bernard Pottier、1924年9月24日 - ）は、フランスの言語学者。 

## 略歴
パリ生まれ、1949年に高等研究実習院を卒業し、同年、スペイン語の教員免状（カペス）を取得、さらに二年後にスペイン語のアグレガシオン（上級教員資格）を取得した。
ヴァンヴのリセ・ミシュレ、ルーアンのリセ・コルネイユを経て、1953年にパリのリセ・ジャック・ドクール、別名コレージュ・ロランに着任する。そこで、同僚で同じくスペイン語教師であり、言語学者でもあったジャン・ブーゼに出会う。 1955年には、国家博士号を取得した。
その後、1955年から1958年にかけて、ボルドー大学文学部助教授、後に教授、ストラスブール大学、パリ第三大学、パリ第四大学と次々にポストを渡った。同時に、高等研究実習員にも講師として在籍していた。 そこで、同年代の研究者らとアメリカ先住民諸語 (マヤ語、ケチュア語、グァラニー語）の研究グループを立ち上げた。 1972年には国立科学研究センター（CNRS）アメリカ先住民民族言語学研究班を組織した。 国立科学研究センター委員会と大学評価委員会のメンバーでもある。レアル・アカデミア・エスパニョーラの準会員（correspondientes）である。

## キー概念
ベルナール・ポティエはノエーム（noème）という概念を初めて意味論に応用した。
オルトニミー（orthonymie）という語の考案者でもある。

## 主要著作
ベルナール・ポティエは、スペイン語学とフランス語学に関する多数の著作があり、以下に代表的なものを挙げる。
- Représentations mentales et catégorisations linguistiques, Paris, Louvain, Peeters, 2000, 318 p.
- Sémantique générale, Paris, Presses universitaires de France, 1992, 240 p.
- Théorie et analyse en linguistique, Paris, Hachette, 1987, 224 p.
- Linguistique générale, Paris, Klincksieck, 1974, 340 p. 
  - 『一般言語学 - 理論と記述』（岩波書店、1984年）
- Grammaire de l'espagnol, Paris, Presses universitaires de France, coll. « Que sais-je ? », vol. 1354, 128 p. 
  - 『スペイン文法』島岡茂訳（白水社、文庫クセジュ、1971年）
- Recherches sur l’analyse sémantique en linguistique et en traduction mécanique. Publications linguistiques de la Faculté des Lettres et des Sciences Humaines de Nancy, Université de Nancy, 1963
- La cassotte à manche tubulaire : histoire de l’objet et des noms qui le désignent - Thèse complémentaire de doctorat d’État, université de Paris-Sorbonne
  - Arts et traditions populaires, Paris, avril-décembre 1957, p. 182-260.
  - Retirage : Presses universitaires de France, Paris, 1959, 86 p., ill.